# Чачков, Василий Васильевич
Василий Васильевич Чачков (ок. 1785 — 1842) — переводчик с немецкого языка; статский советник.

## Биография
Василий Чачков родился около 1785 года, происходил из дворян, воспитывался в Полтавско-Переяславской Семинарии, а потом, с августа 1800 года, в Санкт-Петербургской Императорской медико-хирургической академии, откуда уволен 11 июня 1803 года для участия, в звании студента, в кругосветной экспедиции Рязанова; командировка его, однако, не состоялась, и весною 1804 года он вступил в службу при ИМХА, сначала (1804—1807) письмоводителем, а потом помощником библиотекаря и архивариусом (1808—1811); вместе с тем он был учителем русского и латинского языков при Санкт-Петербургском военно-сухопутном госпитале. 
В 1811 году Василий Васильевич Чачков был назначен правителем канцелярии, а в 1812 г. непременным секретарём Медико-Филантропического Комитета. 1 июля 1813 года он был назначен надзирателем «по учебной и нравственной части» в Императорском Царскосельском лицее, но уже в марте следующего года переведён был на должность обер-аудитора общего по армии дежурства, в которой прослужил до её упразднения. 
В 1816 году В. В. Чачков был назначен правителем канцелярии генерал-кригскомиссара, а в июле 1817 года переведён в Павловское городовое правление — членом оного. Оставив эту должность в декабре 1819 года, он был затем (1820—1823) помощником бухгалтера в канцелярии Военного министра, а с 9 марта 1823 года — управляющим по отделению питейного сбора в Псковской Казённой Палате, и состоял в этой должности до конца жизни. 
В. Чачковым были переведены и изданы отдельно: «Грамматика Латинская, сочинённая А. Шлоссером», перевод с немецкого, СПб., 1810, 8°; «Записки Карла Энгельмана, изданные Авг. Лафонтеном», перевод с немецкого, 2 части, СПб., 1808, 8°; «Физиология, или Наука о естестве человеческом», сочинение Г. Консбрука, перевод с немецкого (вместе с И. Паскевичем), СПб., 1804 год. 
Василий Васильевич Чачков скончался 22 апреля 1842 года в городе Пскове и был погребён на местном Дмитриевском кладбище.